# 常克念
常克念（16世紀—1641年），字惟存，號三華，河南河南府登封縣人，明朝政治人物。

## 生平
常克念是崇禎三年（1630年）庚午科河南鄉試第五十七名舉人，十年（1637年）成進士，礼部觀政，本年十月獲授平陽推官，有名聲，曾獨自撫平流寇，人民很是感激他，崇祯十三年因父母去世回鄉。寓居洛陽時李自成剛好攻至，常克念分守南城，城陷後仍不屈服，大罵賊人，身中七刀而死，其子常山潛逃出城，很快去世。

## 家族
曾祖常鸾，听选官；祖父常秋，增生；父常联，乡饮宾。

## 引用
1. 1 2  乾隆《登封縣志·先賢傳·第二十》：《明史忠義傳》（云）登封人，進士，為平陽推官有聲，闖賊陷洛陽，抗節死。縣志（云）克念字三華，任推官時單騎撫寇，民甚德之，丁艱回籍；寓洛陽值闖至，克念分汛南城，城陷罵賊不屈，身中七刃，其子常山潛負出城，尋死。
2. ↑  乾隆《登封縣志·選舉表·第十二》：崇正庚午科（舉人） 常克念，見進士
3. ↑  《崇祯十年丁丑科进士三代履历》：尝克念，曾祖鵉，听选官；祖秋，增生；父联，乡饮宾。惟存，诗四房，癸丑三月初一日生，登封县人，庚午五十七名，会二百七十九名，三甲九十三名，礼部观政，本年十月授山西平阳府推官，庚辰丁忧。